# 浦上想起
浦上 想起（うらかみ そうき）は、日本の多重録音・打ち込み音楽家、シンガーソングライター。2019年より音楽活動を開始した。

## 音楽活動
2019年1月20日、ソロユニット「浦上・ケビン・ファミリー」名義で自身初のオリジナル作品である「芸術と治療」をYouTube上にて発表。くるりの岸田繁は2019年4月に配信されたライブドアニュースのインタビューで、この楽曲を高く評価した。
2019年5月頃名義を「浦上想起」に改め、2020年5月1日には「新映画天国」を発表した。
2020年8月21日に配信リリースした「未熟な夜想」はテレビ大阪制作のテレビドラマ『名建築で昼食を』のエンディングテーマに起用された。この起用は、浦上自身にとっても想定外だったという。
2020年10月23日には、「芸術と治療」「新映画天国」「未熟な夜想」を含め全9曲を収録する、自身初となる配信限定アルバム『音楽と密談』をリリース。楽曲の制作のみならず、ジャケットやミュージック・ビデオに至るまで浦上自身で行われた。2019年時点では東海地方在住。
浦上は、ウェブサイト「TOKION」のインタビューで、幼少の頃に母親の運転する車でカーペンターズ、ビーチボーイズなどを聴き、転勤の多い家庭であったが先々で児童向け音楽クラブに所属して音楽に関する知識を得たと述べている。中学時代に、受験勉強中に聴いたラジオからも刺激を受け、高校に入ると友人らの影響からクラシック・ロックやインディー・ロックを聴くようになった。大学に入ると音楽仲間ができ、バンド活動も行った。影響を受けたミュージシャンとして、アラン・メンケンやジョニ・ミッチェルを挙げている。DAWの機材は、アレンジャーの仕事をしていた頃から一貫してCubaseを使用している。同記事において、インタビュアーの柴崎祐二は「トリッキーなリズム・アンサンブルやリハーモナイズを駆使する手法は、現在の宅録音楽の最先端にして極めてオリジナルな一例ということができるだろう。」と評している。
2024年9月より放映されている味の素「クノールカップスープ」のCMに使用されているMONGOL800楽曲「小さな恋のうたのアレンジバージョンを歌唱。

## ディスコグラフィー

### アルバム
|     | 発売日         | タイトル   | 収録曲 | 備考                 |
| --- | -------------- | ---------- | --- | -------------------- |
| 1st | 2020年10月23日 | 音楽と密談 | 1. 密談の前に - introduction 2. 芸術と治療 3. とぼけた顔 4. 金星の呼気 5. 未熟な夜想 6. 驚きと喧騒 7. 蜜を象る風 8. 新映画天国 9. 密談の後に - outroduction                                                                              | 美しすぎた牛レコード |
| 2nd | 2024年9月18日  | 遊泳の音楽 | 1. 遊泳の前に (introduction) 2. 人のダンス 3. 光り輝く庭（feat.宗藤竜太） 4. 爆ぜる色彩（2024 Updated Mix） 5. 角を探す人（Extended Version） 6. 蜃気楼の人 7. 甘美な逃亡（2024 Updated Mix） 8. 夢の港の夢 9. 遊泳の後に (outroduction) | 美しすぎた牛レコード |

### 配信限定シングル
| 発売日         | タイトル                        |
| -------------- | ------------------------------- |
| 2020年5月1日   | 新映画天国                      |
| 2020年8月21日  | 未熟な夜想                      |
| 2021年5月5日   | 爆ぜる色彩                      |
| 2021年7月28日  | 甘美な逃亡                      |
| 2021年11月25日 | White Christmas                 |
| 2022年5月2日   | 舞台の上で / 松木美定, 浦上想起 |
| 2023年1月26日  | 遠ざかる犬                      |
| 2023年5月1日   | 近い夜明け                      |
| 2023年7月7日   | 角を探す人                      |
| 2023年9月15日  | 星を見る人                      |
| 2024年5月15日  | 抜け出せ！                      |
| 2024年8月23日  | 夢の港の夢                      |

### 参加作品
| 発売日         | タイトル                      | 収録曲                    | 備考 |
| -------------- | ----------------------------- | ------------------------- | ---- |
| 2020年12月16日 | 碧海祐人『夜光雲』            | 逃げ水踊る feat. 浦上想起 |      |
| 2022年2月7日   | 米津玄師『POP SONG』- single  | POP SONG                  |      |
| 2022年5月2日   | 松木美定『The Magical Touch』 | 舞台の上で feat. 浦上想起 |      |